# Serie A de la Superliga Brasilera de Voleibol Femenino
La Serie A de la Superliga Brasilera de Voleibol Femenino es la máxima división del campeonato nacional de Brasil de voleibol femenino. En 2013 toma la actual denominación de Serie A tras la creación de la Serie B como segunda división.
Del torneo participan 12 equipos, de los cuales 8 avanzan a la postemporada o los play-offs para definir al campeón, mientras que los dos últimos equipos son relegados.
La Superliga es el torneo más dominante a nivel continental en dicho deporte, tal es el caso que desde la reanudación de la competencia sudamericana, todas las ediciones fueron ganadas por equipos brasileros.

## Modo de disputa
El torneo está dividido en dos fases, la temporada regular y la postemporada. Durante la primera etapa, todos los equipos se enfrentan los unos a los otros dos veces, una como local y otra como visitante. Los equipos sobre la base de sus resultados son puntuados y ordenados en una tabla de posiciones. Siguiendo las reglas de la FIVB, los equipos son puntuados tal que:
- Victoria por 3-0 o 3-1 da 3 puntos al vencedor y ninguno al derrotado.
- Victoria por 3-2 da 2 puntos al vencedor y 1 punto al derrotado.

Tras 22 fechas, los ocho mejores equipos avanzan a los play-offs, llaves de eliminación directa donde se emparejan a los mejores ubicados con los peores ubicados. Los equipos ganadores de sus llaves avanzan de fase hasta disputar la final, la cual corona al campeón de la temporada. Por otra parte, los dos últimos equipos son relegados a la Serie B.

## Equipos participantes
Equipos de la temporada 2016-17
| - Rexona/Ades Rio - SESI São Paulo - Osasco Nestlé - Dentil Praia Clube - EC Pinheiros - São Cristóvão Saúde/São Caetano | - Brasília Vôlei - São Bernardo Vôlei - Camponesa/Minas - Rio do Sul/Equibrasil - Concilig/Vôlei Bauru - Renata/Valinhos Country |

## Historial de campeones
| Campeonato Brasilero de clubes 1976 — Fluminense FC 1978 — CR Flamengo 1980 — CR Flamengo 1981 — Fluminense FC 1982 — CA Paulistano 1983 — AA Supergasbras 1984 — Atlântica Boavista 1985 — AA Supergasbras 1986 — AA Supergasbras 1987 — Lufkin EC Liga Nacional de voleibol femenino 1988-89 — Sadia EC 1989-90 — Sadia EC 1990-91 — Sadia EC 1991-92 — São Caetano EC 1992-93 — Minas TC 1993-94 — SRE Ribeirão Preto | Superliga 1994-95 — Leite Moça Sorocaba 1995-96 — Leite Moça Sorocaba 1996-97 — Leites Nestlé Jundiaí 1997-98 — Paraná VC 1998-99 — AAA Uniban 1999-2000 — Paraná VC 2000-01 — CR Flamengo 2001-02 — MRV/Minas 2002-03 — BCN Osasco 2003-04 — ADCF Osasco 2004-05 — ADCF Osasco 2005-06 — Rio de Janeiro VC 2006-07 — Rio de Janeiro VC 2007-08 — Rio de Janeiro VC 2008-09 — Rio de Janeiro VC 2009-10 — Osasco VC 2010-11 — Rio de Janeiro VC 2011-12 — Osasco VC Superliga — Serie A 2012-13 — Rio de Janeiro VC 2013-14 — Rio de Janeiro VC 2014-15 — Rio de Janeiro VC 2015-16 — Rio de Janeiro VC 2016-17 — Rio de Janeiro VC 2017-18 — Praia Clube 2018-19 — Itambé/Minas |

### Títulos por clubes
- Rio de Janeiro VC (12): 1997-98, 1999-2000, 2005-06, 2006-07, 2007-08, 2008-09, 2010-11, 2012-13, 2013-14, 2014-15, 2015-16 y 2016-17.[nota 2]
- Osasco VC (5): 2002-03, 2003-04, 2004-05, 2009-10 y 2011-12.[nota 3]
- AA Supergasbrás (3): 1983, 1985 y 1986.
- Leites Nestlé Jundiaí (3): 1994-95, 1995-96 y 1996-97.[nota 4]
- CR Flamengo (3): 1978, 1980 y 2000-01.
- Sadia EC (3): 1988-89, 1989-90 y 1990-91.
- Minas TC (3): 1992-93, 2001-02 1 2018-19
- Fluminense FC (2): 1976 y 1981.
- CA Paulistano (1): 1982.
- Atlântica Boavista (1): 1984.
- EC Lufkin (1): 1987.
- São Caetano EC (1): 1991-92.
- SER Ribeirão Preto (1): 1993-94.
- AAA Uniban (1): 1998-99.
- Praia Clube (1): 2017-18.